# Cape Geology
Cape Geology (von englisch geology ‚Geologie‘) ist eine niedrige, mit Geröll überlagerte Landspitze an der Scott-Küste des ostantarktischen Viktorialands. Sie markiert westlich die Einfahrt zur Botany Bay im südlichen Teil des Granite Harbor.
Kartiert und benannte wurde das Kap von der Westgruppe der britischen Terra-Nova-Expedition (1910–1913), die hier ein Camp für ihre geologischen Untersuchungen errichtete.